# Воробйов Микола Федорович
Микола Федорович Воробйов (нар. ?) — радянський український партійний діяч, секретар парткому Калуського виробничого об'єднання «Хлорвініл» Івано-Франківської області. Член Ревізійної Комісії КПУ в 1986—1990 р.

## Життєпис
Член КПРС з 1961 року. Перебував на інженерній та партійній роботі.
У 1980-х роках — секретар партійного комітету КПУ Калуського виробничого об'єднання «Хлорвініл» імені 60-річчя Великої Жовтневої соціалістичної революції Івано-Франківської області.
Потім — на пенсії.

## Нагороди
- ордени
- медалі